# لوران بینه
لوران بینه (به فرانسوی: Laurent Binet) (زاده ۱۱ ژوئیه ۱۹۷۲) نویسنده قرن بیستم میلادی اهل فرانسه است.

## زندگی‌نامه
لوران بینه در سال ١٩٧٢ در شهر پاریس به دنیا آمد. پدرش مورخی فرانسوی و مادرش معلم بود. او در رشته ادبیات فارغ‌التحصیل شده است و علاوه بر نویسندگی، در دانشگاه‌های مختلف زبان فرانسوی تدریس می‌کند.

## جوایز
- جایزه گنکور رمان اول
- جایزه بزرگ رمان فرهنگستان فرانسه[۱]